# Федерико Барочи
Федерико Барочи (на италиански: Federico Barocci) е италиански художник, станал известен с картините си на религиозни теми в стил, до известна степен наподобяващ този на Антонио да Кореджо. Барочи е представител на късния маниеризъм и ранния барок.
Живописта на Барочи оказва решаващо влияние за развитието на художественото изкуство в Италия на между XVI—XVII век. Сега неговите платна се съхраняват в много световни музеи – като Ватиканския музей, Старата пинакотека (Мюнхен), Уфици (Флоренция), Прадо (Мадрид), Националната галерия (Лондон), Галерия Боргезе (Рим) и др.

## Галерия
- Рождество Христово
- Благовещение
- Народна мадона
- Св. Цецилия, св. Йоан, Мария Магдалена, Паола и Екатерина Александрийска
- Разпънатия Христос
- Св. Йероним
- Портрет на Франческо Мария II дела Ровере, херцог на Урбино
- Мъченичество на св. Виталий
- Портрет на Квинтилия Фисчиери (1600)
- Бягство на Еней от Троя (1598)
- Женски портрет
- Св. Йосиф